# Karolina Wróbel
Karolina Wróbel z domu Sałaj (ur. 1887, zm. 1971) – polska rolniczka, Sprawiedliwa wśród Narodów Świata.

## Życiorys
Podczas okupacji niemieckiej mieszkała razem z mężem Stanisławem Wróblem i synem Stanisławem w Woli Załężnej niedaleko Opoczna. Prowadziła dwuhektarowe gospodarstwo rolne. Mieszkała z nią w tym samym domu jej siostra, Rozalia Dulnikiewicz. Po 22 listopada 1942 r., kiedy zlikwidowano opoczyńskie getto, Wróbel przyjęła pod swój dach znajomych żydowskich uciekinierów z getta: Jakuba i Sarę Frankielów z sześcioletnim synem Herszlem oraz siostrę Sary, Belę Rozenberg. Początkowa kryjówka znajdowała się na strychu domu, jednak ze względu na niski poziom bezpieczeństwa czwórkę przeniesiono do wykopanego pod podłogą domu dołu. Po miesiącu zostali przeniesieni do nowej kryjówki: dołu wykopanego pod podłogą obory. Ostatecznym miejscem ukrywania Żydów był podziemny schron przy stodole, gdzie pozostali oni pod opieką rodziny Wróblów do 18 stycznia 1945 r., tj. do wyzwolenia regionu przez Armię Czerwoną.
16 maja 1989 r. została uznany przez Jad Waszem za Sprawiedliwą wśród Narodów Świata. Wspólnie z nią uhonorowano jej męża Stanisława Wróbla oraz syna Stanisława Wróbla. 11 września 1994 r. uhonorowano także jej siostrę, Rozalię Dulnikiewicz.